# 나윤성
나윤성(1981년 12월 16일 ~ )은 대한민국의 배우이다.

## 출연작

### 드라마
- 《여사부일체》 (2008년, OCN)

### 영화
- 《미드나이트》 (2021년) - 남 대리 역
- 《세계일주》 (2015년) - 공익요원 역
- 《감기》 (2013년) - 챠트군인 역
- 《36.5°C》 (2011년) - 경훈 역
- 《퍼펙트 게임》 (2011년) - 롯데 채희찬 역
- 《맛있는 인생》 (2010년) - 맛사지 남 역
- 《모노폴리》 (2006년) - NSI 요원 5 역

### 연극
- 《관객모독》

### 뮤직비디오
- 플라워 - 여기까진가요

### 광고
- 삼성생명